# Chumbinho
Chumbinho, bürgerlich Marinaldo Cícero da Silva (* 21. September 1986 in Palmares, Brasilien), ist ein ehemaliger brasilianischer Fußballspieler.

## Karriere
Der 1,72 Meter große Mittelfeldspieler begann seine Karriere 2005 beim FC São Paulo, für den er drei Ligaspiele absolvierte. Nach einem Jahr wurde er vom América FC ausgeliehen. Während der Spielzeit stand er für fünf Ligaspiele unter Vertrag. Außerdem wurde er vom japanischen Verein Kashima Antlers für sieben Ligaspiele, drei Spiele des Kaiserpokals und ein Spiel des J. League Cups ausgeliehen. 2007 unterschrieb er einen Vertrag beim Coritiba FC, bei dem er für fünf Ligaspiele unter Vertrag stand. Im gleichen Jahr nahm er mit AA Ponte Preta an vier Ligaspielen teil. Seine nächste Station war der Rio Claro Futebol Clube, für den er 2008 zehn Ligaspiele bestritt und vier Tore erzielte. In der Saison 2008/09 wechselte er zum Leixões SC und nahm während der Saison an 19 Ligaspielen teil (zwei Tore).
Zum Beginn der Saison 2009/10 unterzeichnete er einen Vertrag bis 2013 beim griechischen Verein Panserraikos. In seiner ersten Saison nahm er an 24 Ligaspielen teil und traf einmal ins Tor. Nach der Saison wurde er von mehreren griechischen Vereinen ausgeliehen. Seine erste Station war für zwei Saisons OFI Kreta. In der Saison 2010/11 absolvierte er 24 Ligaspiele und schoss ein Tor; außerdem bestritt er zwei Spiele im griechischen Pokal. In der nächsten Saison absolvierte er 13 Ligaspiele und erzielte ein Tor. In der gleichen Saison wechselte er für eine Saison zu Levadiakos. Er bestritt 20 Ligaspiele (neun Tore). In seiner letzten Station in Griechenland spielte er 2012/13 für Atromitos Athen. An 31 Ligaspielen nahm er teil und schoss zwei Tore.
Nach drei Jahren in Griechenland wechselte er zur Saison 2013/14 nach Aserbaidschan zu Qarabağ Ağdam. In seiner ersten Saison bestritt er 33 Ligaspiele und traf achtmal ins Tor. Zudem absolvierte er drei Spiele des aserbaidschanischen Fußballpokals.